# セルヴァ・デイ・モリーニ
セルヴァ・デイ・モリーニ（イタリア語: Selva dei Molini ; ドイツ語: Mühlwald ミュールヴァルト）は、イタリア共和国トレンティーノ＝アルト・アディジェ州ボルツァーノ自治県にある、人口約1,400人の基礎自治体（コムーネ）。

## 地理

### 位置・広がり
ボルツァーノ自治県北東部に位置する。北にオーストリアのチロル州と接する。

#### 隣接コムーネ
隣接するコムーネ、およびそれに相当する行政区画は以下の通り。括弧内のAT-7はオーストリアのチロル州所属を示す。
- フィンケンベルク（英語版） (AT-7) - 北
- ヴァッレ・アウリーナ - 北東
- カンポ・トゥーレス - 東
- ガイス - 南東
- ファルツェス - 南
- キエーネス - 南
- テレント - 南西
- ヴァンドーイエス - 西
- ヴァル・ディ・ヴィッツェ - 北西

## 住民

### 言語
| 言語集団調査（2011年） | 言語集団調査（2011年） | 言語集団調査（2011年） | 言語集団調査（2011年） | 言語集団調査（2011年） |
| ---------------------- | ---------------------- | ---------------------- | ---------------------- | ---------------------- |
|                        |                        |                        |                        |                        |
| ドイツ語               | ドイツ語               |                        | 98.90%                 | 98.90%                 |
| イタリア語             | イタリア語             |                        | 0.90%                  | 0.90%                  |
| ラディン語             | ラディン語             |                        | 0.21%                  | 0.21%                  |

2011年に行われた、住民がドイツ語・イタリア語・ラディン語のいずれの「言語集団」に属するかの調査によれば（ボルツァーノ自治県#言語集団調査参照）、住民の約99%がドイツ語話者である。